# Thomas Shannon (Politiker)
Thomas Shannon (* 15. November 1786 im Washington County, Pennsylvania; † 16. März 1843 in Barnesville, Ohio) war ein US-amerikanischer Politiker. In den Jahren 1826 und 1827 vertrat er den Bundesstaat Ohio im US-Repräsentantenhaus.

## Werdegang
Thomas Shannon war der ältere Bruder von Wilson Shannon (1802–1877), der Gouverneur von Ohio und im Kansas-Territorium sowie Kongressabgeordneter war. Er besuchte die öffentlichen Schulen seiner Heimat. Im Jahr 1800 zog er mit seinen Eltern in das Belmont County im heutigen Ohio, wo er in der Landwirtschaft arbeitete. Im Jahr 1812 zog er nach Barnesville und wurde dort im Handel tätig. Während des Britisch-Amerikanischen Krieges war er Hauptmann in der Staatsmiliz. In den 1820er Jahren schloss er sich der Bewegung gegen den späteren Präsidenten Andrew Jackson an und wurde Mitglied der kurzlebigen National Republican Party. In den Jahren 1819 bis 1822 sowie von 1824 bis 1825 saß er als Abgeordneter im Repräsentantenhaus von Ohio.
Nach dem Rücktritt des Abgeordneten David Jennings wurde Shannon bei der fälligen Nachwahl für den zehnten Sitz von Ohio als dessen Nachfolger in das US-Repräsentantenhaus in Washington, D.C. gewählt, wo er am 4. Dezember 1826 sein neues Mandat antrat. Da er für die folgende Sitzungsperiode nicht mehr kandidierte, konnte er bis zum 3. März 1827 nur die laufende Legislaturperiode im Kongress beenden. Nach seiner Zeit im US-Repräsentantenhaus arbeitete Thomas Shannon in Barnesville als Tabakhändler. Im Jahr 1829 und zwischen 1837 und 1841 gehörte er dem Senat von Ohio an. Er starb am 16. März 1843 in Barnesville, wo er auch beigesetzt wurde.